# ألان فريدمان
ألان فريدمان (بالإنجليزية: Alan Friedman)‏ هو صحفي أمريكي، ولد في 30 أبريل 1956 في نيويورك في الولايات المتحدة.

## وصلات خارجية
- ألان فريدمان على موقع IMDb (الإنجليزية)
- ألان فريدمان على موقع قاعدة بيانات الفيلم (الإنجليزية)